# Domínio HORMA
Na biologia molecular, o domínio HORMA (nomeado em homenagem às proteínas Hop1p, Rev7p e MAD2) é um domínio proteico que foi sugerido para reconhecer estados de cromatina resultantes de adutos de DNA, quebras de fita dupla ou não ligação ao fuso e atuar como um adaptador que recruta outras proteínas. A Hop1 é uma proteína específica da meiose, a Rev7 é necessária para a mutagênese induzida por danos ao DNA e a MAD2 é uma proteína do ponto de verificação do fuso que impede o contínuo do ciclo celular após a detecção de um defeito na integridade do fuso mitótico.

## Exemplos
As proteínas humanas que contêm esse domínio incluem:
- HORMAD1, HORMAD2, MAD2L1, MAD2L2